# Архитектура на фон Нойман
Архитектура на фон Нойман (на английски: von Neumann architecture) е широкоизвестен тип компютърна архитектура – принцип за съвместна организация и взаимодействие на хардуера и софтуера при организацията на изчислителния процес при компютрите.
Често изчислителни системи, построени според този принцип, се наричат машина на фон Нойман, но съответствието невинаги е еднозначно. В общия случай, когато става дума за компютърна архитектура на Джон фон Нойман, се подразбира физическото разделение на процесорния модул от устройствата за съхранение на програмите и данните.
|  | Тази страница частично или изцяло представлява превод на страницата „Архитектура фон Неймана“ в Уикипедия на руски. Оригиналният текст, както и този превод, са защитени от Лиценза „Криейтив Комънс – Признание – Споделяне на споделеното“, а за съдържание, създадено преди юни 2009 година – от Лиценза за свободна документация на ГНУ. Прегледайте историята на редакциите на оригиналната страница, както и на преводната страница, за да видите списъка на съавторите. ВАЖНО: Този шаблон се отнася единствено до авторските права върху съдържанието на статията. Добавянето му не отменя изискването да се посочват конкретни източници на твърденията, които да бъдат благонадеждни. |